# Prietrž
Prietrž (in ungherese Nagypetrős) è un comune della Slovacchia facente parte del distretto di Senica, nella regione di Trnava.